# Кацураги (посёлок)
Кацураги (яп. かつらぎ町 Кацураги-тё:) — посёлок в Японии, находящийся в уезде Ито префектуры Вакаяма. Площадь посёлка составляет 151,73 км², население — 17 296 человек (1 августа 2014), плотность населения — 113,99 чел./км².

## Географическое положение
Посёлок расположен на острове Хонсю в префектуре Вакаяма региона Кинки. С ним граничат города Хасимото, Кинокава, Каватинагано, Идзуми, посёлки Кудояма, Коя, Кимино, Аридагава и село Носегава.

## Население
Население посёлка составляет 17 296 человек (1 августа 2014), а плотность — 113,99 чел./км². Изменение численности населения с 1980 по 2005 годы:
| 1980 | 24 496 чел. |  |
| 1985 | 23 924 чел. |  |
| 1990 | 22 764 чел. |  |
| 1995 | 22 052 чел. |  |
| 2000 | 20 945 чел. |  |
| 2005 | 19 670 чел. |  |

## Символика
Деревом посёлка считается Osmanthus fragrans, цветком — гортензия.